# Ludovic de Robiano
Louis Jean Antoine Marie Joseph de Robiano, genaamd Ludovic, (Tervuren, 16 augustus 1807 - Waudrez, 30 april 1887) was een Belgisch senator.

## Biografie

### Familie
Graaf Ludovic de Robiano was een telg uit de familie De Robiano. Hij was de eerste zoon van graaf François de Robiano, kamerheer van koning Willem I, lid van het Nationaal Congres, gouverneur van Antwerpen en senator (1778-1836) en Marie-Christine Gillès (1783-1840).
Hij trouwde in 1829 in Parijs met Marie-Louise de Beauffort (1810-1892). Ze kregen een dochter, Jeanne de Robiano (1835-1900), die in 1855 in Waudrez trouwde met Gustave de Senzeille de Soumagne (1824-1906). In 1843 verkreeg hij zijn grafelijke titel overdraagbaar te maken op al zijn nazaten, maar zonder praktisch gevolg.
Hij was een broer van senator Maurice de Robiano en een schoonbroer van Amédée de Beauffort, en zijn ooms waren volksvertegenwoordiger Louis de Robiano en de senatoren Eugène de Robiano, Louis Gillès de Pélichy en Philippe Gillès.

### Loopbaan
Na rechtenstudies werd de Robiano in 1830 burgemeester van Waudrez, wat hij bleef tot twee jaar voor zijn dood. Hij werd ook verkozen tot provincieraadslid van Henegouwen (1836-1851).
In 1851 werd hij verkozen tot katholiek senator voor het arrondissement Thuin, in opvolging van Gustave van Leempoel de Nieuwmunster. Hij vervulde dit mandaat tot in 1874.
Hij was kerkmeester van de Brusselse kerk van Onze-Lieve-Vrouw-van-de-Zavel en bestuurder van de Koninklijke Musea voor Schone Kunsten in Brussel.
Hij interesseerde zich voor de aanleg van spoorwegen en was bestuurder van:
- Chemin de fer du Centre,
- Chemin de fer de Chimay,
- Chemin de fer Beaumont-Marchienne.